# Eichlerovo pravilo
Eichlerovo pravilo jedno je od nekoliko koevolucijskih pravila koja kažu da su paraziti vrlo specifični za svoje domaćine, pa se stoga čini razumnim očekivati pozitivnu kovarijaciju između taksonomskog bogatstva domaćina i onog njihovih parazita.

## Povijest
Pravilo za opisivanje taksonomskog odnosa između parazita i njihovih domaćina razvio je 1942. godine Wolfdietrich Eichler (1912. – 1994.), njemački autoritet u zoologiji i parazitologiji koji je radio kao profesor parazitologije na Sveučilištu u Leipzigu . Principal je kasnije nazvan 'Eichlerovim pravilom'. To je jedno od prva tri koevolucijska pravila, stvoreno u suprotnosti s anti-darvinističkim istraživanjem koevolucije Heinricha Fahrenholza.

## Istraživanje
Kao dio svoje studije iz 2012., Vas i njegovi suautori testirali su Eichlerovo pravilo i zaključili da iznimno jaki korelacijski dokazi podupiru pozitivnu kovarijaciju između bogatstva vrsta u obiteljima ptica i sisavaca i generičkog bogatstva njihovih parazitskih ušiju .
U devetom svezku Advances in Parasitology, parazitolog W. Grant Inglis je postavio da je, kada se proučava kovarijacija između taksonomskog bogatstva domaćina i parazita, lakše proučavati parazite nego slobodno živuće organizme domaćine.